# Hans Falkenhagen
Hans Eduard Wilhelm Falkenhagen (* 13. Mai 1895 in Wernigerode; † 26. Juni 1971 in Rostock) war ein deutscher Physiker und Mitbegründer der Elektrolyttheorie.

## Leben
Der Sohn eines Bildhauers oder Baumeisters hatte drei Geschwister. Nach einem Vorspiel auf der Geige im Kindesalter im Wernigeroder Schloss wurde der Familie vorgeschlagen, Hans Falkenhagen zum Studium nach Berlin auf die Musikhochschule zu schicken, doch er studierte ab 1913 Physik, Mathematik und Chemie an den Universitäten Heidelberg, München und Göttingen. 1921 wurde er beim späteren Nobelpreisträger Peter Debye in Göttingen promoviert. Anschließend war er für ein Jahr als Assistent an der Technischen Hochschule Danzig tätig. 1922 wechselte er an die Universität Köln, wo er sich als Assistent Karl Försterlings mit Optik und Atomphysik beschäftigte. Er habilitierte 1924 mit einer Arbeit zum Paschen-Back-Effekt des Wasserstoffatoms und erhielt anschließend am Institut für Theoretische Physik einen außerplanmäßigen Lehrauftrag. Nachdem er 1927 bis 1928 ein Forschungsstipendium dazu benutzt hatte, um erneut mit Debye an den Universitäten in Zürich und Leipzig zu arbeiten, wurde er 1930 in Köln zum außerordentlichen Professor für theoretische Physik berufen. Zum 1. Mai 1933 trat er in die NSDAP ein (Mitgliedsnummer 2.135.990).
1936 folgte er einem Ruf nach Dresden, wo er bis 1945 Direktor des Instituts für Theoretische Physik der Technischen Hochschule war. Nach einer Zwischenzeit als freier Schriftsteller in Radebeul übernahm Falkenhagen 1949 eine ordentliche Professur an der Universität Rostock und gründete dort 1951 das Institut für Theoretische Physik, dessen Direktor er auch nach seiner Emeritierung 1962 bis zum Jahr 1964 blieb. Zu seinen Schülern gehören Günter Kelbg und Werner Ebeling.

## Leistung
Neben seinem Lehrer Peter Debye sowie Erich Hückel und Lars Onsager zählt Hans Falkenhagen zu den Begründern der Elektrolyttheorie, oft auch als Debye-Hückel-Onsager-Falkenhagen-Theorie bezeichnet (eine Weiterentwicklung der Debye-Hückel-Theorie). Gemeinsam mit seinem Lehrer Debye gelang ihm zunächst eine Deutung der Dispersion der Leitfähigkeit starker Elektrolyte. Anschließend entwickelte er eine qualitative Theorie des Wien-Effekts und schließlich eine Theorie der Viskosität starker Elektrolyte.
Falkenhagen veröffentlichte zahlreiche wissenschaftliche Arbeiten, darunter die Standardwerke Elektrolyte und Theorie der Elektrolyte.

## Ehrungen
Falkenhagen war seit 1955 ordentliches Mitglied der Deutschen Akademie der Wissenschaften zu Berlin und seit 1962 der Deutschen Akademie der Naturforscher Leopoldina. In Anerkennung seiner Verdienste wurde er 1955 mit dem Nationalpreis der DDR III. Klasse ausgezeichnet.
Am 24. März 2011 beschloss der Stadtrat von Wernigerode, eine Straße im Gewerbegebiet Schmatzfelder Chaussee nach Hans Falkenhagen zu benennen.

## Familie
Hans Falkenhagen hatte mit seiner Ehefrau Annemarie (1906–1988) zwei Söhne und eine Tochter. Der jüngste Sohn, Dieter Falkenhagen, studierte Physik und Medizin und wurde Nierenspezialist. Er wurde Leiter der Abteilung für künstliche Organe an der Klinik für Innere Medizin der Universität Rostock; später arbeitete er bei Fresenius und baute dann ein Institut für Biomedizinische Technologie auf, das der Donau-Universität in Krems an der Donau angegliedert wurde. Dieter Falkenhagens Ehefrau Ursula Falkenhagen wurde 1993 als Professorin nach Rostock berufen.

## Werke
- Kohäsion und Zustandsgleichung von Dipolgasen, Dissertation, Göttingen 1920
- Paschen-Back-Effekt des H-Atoms, Habilitationsschrift, Köln 1924
- P. Debye und H. Falkenhagen: Dispersion der Leitfähigkeit starker Elektrolyte. In: Zeitschr. f. Elektrochem. 24, 1928, S. 562 ff.
- Quantentheorie und Chemie, Leipziger Vorträge 1928, Hirzel, Leipzig 1928 (Hrsg.)
- Zur Theorie der Gesamtkurve des Wien-Effekts. In: Phys. Zeitschr. 30, 1929, S. 163 ff.
- Das Wurzelgesetz der inneren Reibung starker Elektrolyte. In: Z. phys. Chem. (Leipzig) B6, 1929, S. 159 ff.
- Elektrolyte. Hirzel, Leipzig 1932
- Die Naturwissenschaft in Lebensbildern großer Forscher. Hirzel, Stuttgart 1948
- Theorie der Elektrolyte. Hirzel, Stuttgart 1971